# Mali Kum
Mali Kum – wieś w Słowenii, w gminie Zagorje ob Savi. W 2018 roku liczyła 24 mieszkańców.